# NGC 7699
NGC 7699 (другое обозначение — PGC 71782) — спиральная галактика (Sa) в созвездии Рыбы.
Этот объект входит в число перечисленных в оригинальной редакции «Нового общего каталога».